# 金鎮 (崇禎舉人)
金鎮，字又鑣，號長真，浙江山陰縣（今屬紹興市）人，順天府宛平縣（今北京市）籍，清初政治人物、詩人。

## 生平
明崇禎十五年（1642年）壬午科順天府鄉試舉人。明亡仕清，康熙十二年（1673年）任江南扬州府知府，重修平山堂。歷官江南按察使。

## 著作
工詩，有《清美堂詩集》。
修《揚州府志》四十卷。